# Panggangsari
Panggangsari is een bestuurslaag in het regentschap Cirebon van de provincie West-Java, Indonesië. Panggangsari telt 5711 inwoners (volkstelling 2010).